# Bjelica
Pour les articles homonymes, voir Bjelica (homonymie).
 (juin 2017).
Si vous disposez d'ouvrages ou d'articles de référence ou si vous connaissez des sites web de qualité traitant du thème abordé ici, merci de compléter l'article en donnant les références utiles à sa vérifiabilité et en les liant à la section « Notes et références ».
La Bjelica (en serbe cyrillique : Бјелица) est une rivière de Serbie. Elle est un affluent gauche de la Zapadna Morava. Elle fait partie du bassin versant de la mer Noire par le Danube.
La Bjelica se jette dans la Zapadna Morava dans la région de Dragačevo.
Sur ses rives se trouve la petite ville de Lučani.

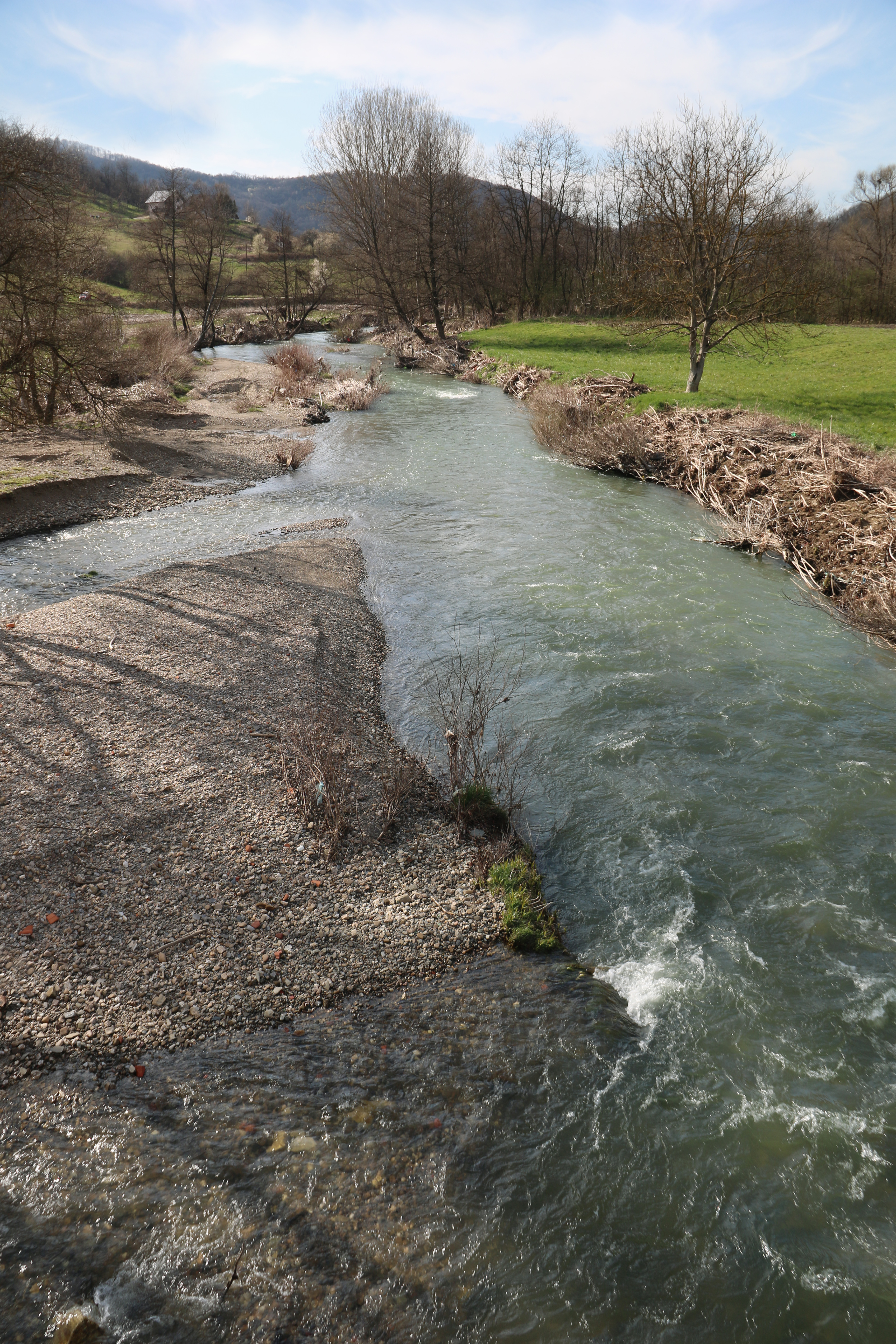
Rivière Bjelica à Lučani.